# Dickey Betts

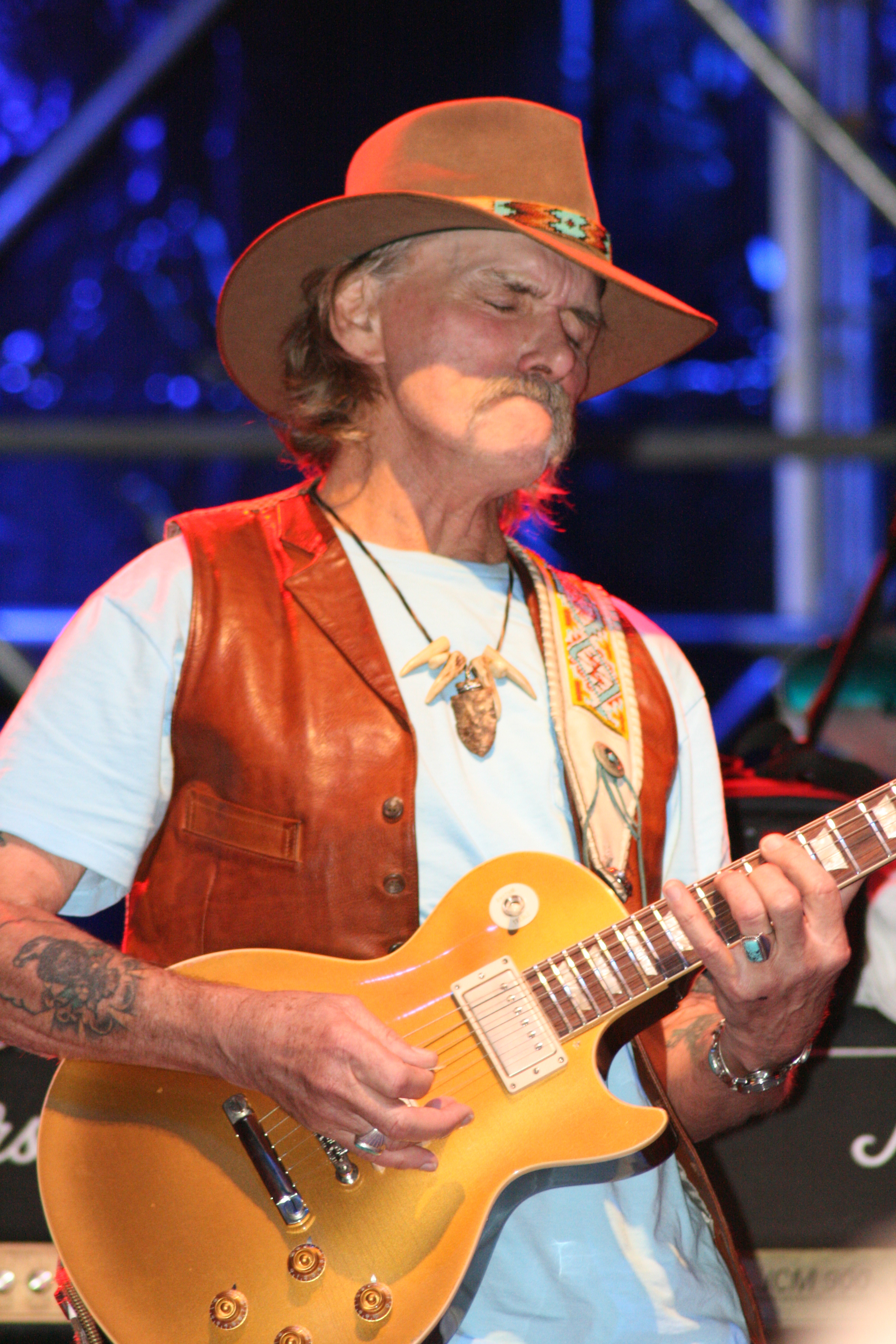
Dickey Betts (2008)

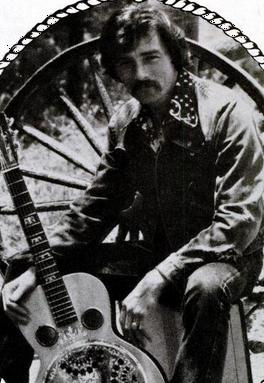
Dickey Betts (1974)

Forrest Richard „Dickey“ Betts (* 12. Dezember 1943 in West Palm Beach, Florida; † 18. April 2024 in Osprey, Florida) war ein US-amerikanischer Rock-Gitarrist und -Sänger, bekannt durch seine Hits Ramblin’ Man und Jessica.

## Leben
Der Gitarrist Richard „Dickey“ Betts gehörte zu den Gründungsmitgliedern der US-amerikanischen Allman Brothers Band (ABB), die sich Ende der 1960er Jahre um die Brüder Duane und Gregg Allman formiert hatte und deren Stil (Blues-Rock, Jazz, Country) als Southern Rock bezeichnet wird. Seine bekanntesten Kompositionen bei den Allman Brothers waren der Hit Ramblin’ Man, der seiner Tochter gewidmete Instrumental-Song Jessica sowie das in zahlreichen Improvisationen immer wieder veränderte, längere Instrumentalstück In Memory of Elizabeth Reed. 1995 wurde Jessica mit einem Grammy als Best Rock Instrumental Performance ausgezeichnet.
Das Livealbum At Fillmore East (1971) wird bis heute als ein Meilenstein aller Livealben der Rockmusik angesehen.
In Deutschland trat Dickey Betts and Great Southern am 5. März 1978 in der Grugahalle in Essen im Rahmen der 2. Rockpalast-Nacht auf. Dickey Betts und Randy California spielten dort spontan zum Konzertabschluss ein Bluesmedley.
Im Jahr 2000 wurde Betts per Fax mitgeteilt, dass er aus der Band ausgeschlossen sei. Kurz vor dem Tod von Gregg Allman 2017 versöhnten sich beide wieder.
Seit 2000 verfolgte er – wie schon in den 1970er Jahren – seine Soloprojekte, unter anderem mit seiner eigenen Band Great Southern. 
2015 befand sich Dickey Betts auf der Liste der 100 größten Gitarristen aller Zeiten der amerikanischen Musikzeitschrift Rolling Stone an 61. Stelle. In einer Liste aus dem Jahr 2003 hatte er Rang 58 belegt.
Im April 2024 starb Betts im Alter von 80 Jahren in Florida.
Betts Sohn Duane, nach Duane Allman benannt, ist ebenfalls Gitarrist und spielt u. a. mit Gregg Allmans Sohn Devon und Berry Duane Oakley, dem Sohn des 1972 verunglückten Bassisten der Allman Brothers Band in der Allman Betts Band.

## Gitarren
In den frühen Jahren der Allman Brothers Band benutzte Betts oft eine Gibson SG. Vor allem ist Betts als Spieler einer Gibson Les Paul Goldtop in Erscheinung getreten. Später wechselte er zu PRS Guitars. Dann spielte Betts wieder Gibson-Les-Paul-Gitarren; inzwischen gibt es zwei Dickey-Betts-Signature-Gitarren.

## Diskografie

### Alben
- 1974: Highway Call
- 1977: Dickey Betts & Great Southern
- 1978: Atlanta’s Burning Down
- 1988: Pattern Disruptive
- 2001: Let’s get together
- 2004: Instant Live: The Odeon, Cleveland, OH 3. September 2004
- 2005: Arista Recordings
- 2005: Back Where It All Begins
- 2007: The Official Bootleg

### Videoalben
- 2005: Dickey Betts & Great Southern
- 2009: 30 Years Of Southern Rock (1978–2008) – 2 Rockpalast-Konzerte